# Dawid Bergelson
Dawid Bergelson (jid. ‏דוד בערגעלסאָן‎; ur. 31 lipca?/12 sierpnia 1884 w Ochrimowie, zm. 12 sierpnia 1952 w Moskwie) – żydowski prozaik piszący w języku jidysz, działacz Żydowskiego Komitetu Antyfaszystowskiego. Jedna z ofiar stalinowskiego procesu poetów żydowskich.

## Życiorys
Urodził się 12 sierpnia 1884 roku w Sarnach. Uczęszczał do chederu oraz kształcił się u prywatnych nauczycieli. W latach 1903–1921 mieszkał z krótkimi wyjątkami w Kijowie. Choć z początku tworzył w językach rosyjskim i hebrajskim, wkrótce zdecydował się pisać jedynie w jidysz. W 1909 roku, po problemach ze znalezieniem wydawcy, ukazała się jego pierwsza nowela Arum wokzal (Wokół stacji kolejowej), która wzbudziła zainteresowanie krytyki. Większość jego dorobku stanowią nowele i ich adaptacje teatralne; do jego najważniejszych utworów należy stworzona w duchu impresjonizmu powieść Noch alemen (1913).
W 1921 roku przeniósł się do Berlina, pod koniec lat 20. wyjechał w podróż do Stanów Zjednoczonych; od 1934 roku mieszkał w Moskwie. Był znanym działaczem inteligencji żydowskiej w Związku Radzieckim. Przyjaźnił się między innymi z Ilją Erenburgiem i Perecem Markiszem.
W 1952 został oskarżony o działalność wywiadowczą na rzecz krajów zachodnich, propagandę antyradziecką i żydowski nacjonalizm wraz z innymi byłymi działaczami Żydowskiego Komitetu Antyfaszystowskiego – poetami Icykiem Feferem, Dowidem Hofsztejnem, Lejbem Kwitką, Perecem Markiszem oraz aktorem Wieniaminem Zuskinem. 18 lipca tego roku został skazany na śmierć; wyrok wykonano na Łubiance 12 sierpnia.
W 1959 roku wyszedł polski wybór opowiadań Bergelsona, zatytułowany Dwie bestie. Opowiadania poświęcone były przeżywaniu Zagłady.